# 열매가지과
열매가지과(Cystocloniaceae)는 진정홍조강 돌가사리목에 속하는 홍조식물과의 하나이다. 13속 102종으로 이루어져 있다. 갈고리가시우무(Hypnea japonica), 사이다가시우무(Hypnea saidana), 참가시우무(Hypnea charoides) 등을 포함하고 있다.

## 하위 속
| - Acanthococcus - Austroclonium - Calliblepharis - Craspedocarpus - 키스토클로니움속 (Cystoclonium) - Erythronaema - Fimbrifolium | - Gloiophyllis - 가시우무속 (Hypnea) - Hypneocolax - Peltasta - Rhodophyllis - Stictosporum |